# Freunde der Antike auf der Museumsinsel Berlin
Der Verein Freunde der Antike auf der Museumsinsel Berlin e. V. ist ein 1997 gegründeter Verein zur Förderung der Antikensammlung und des Vorderasiatischen Museums Berlin.
Der gemeinnützige Verein entstand aus einer Fusion des West-Berliner Förderkreises der Antikensammlung zu Berlin e. V. und der Ost-Berliner Freunde des Pergamonmuseums Berlin e. V. Der Förderkreis stand in der Tradition der Vereinigung der Freunde Antiker Kunst, die Theodor Wiegand gegründet hatte. Ziel der Arbeit der Freunde des Pergamonmuseums war die Verbreitung der wissenschaftlichen Arbeit der beiden archäologischen Sammlungen im Pergamonmuseum für eine breite Öffentlichkeit.
Der Verein unterstützt die Antikensammlung und das Vorderasiatische Museum bei Neuerwerbungen, bei Publikationsvorhaben, bei der Erschließung von Sammlungsbeständen und bei der Durchführung von Ausstellungen. 2018 hat der Verein fast 800 Mitglieder. Von 1997 bis 2002 gab der Verein die Zeitschrift EOS – Nachrichten für Freunde der Antike auf der Museumsinsel Berlin heraus. Diese Publikation wurde jedoch eingestellt und der Verein präsentiert sich seit 2003 in der jährlich sechsmal erscheinenden populärwissenschaftlichen Fachzeitschrift Antike Welt.
Dem aktuellen Vorstand gehören unter dem Vorsitz von Gereon Sievernich (bis Januar 2018 Direktor des Martin-Gropius-Baus), unter anderem der Direktor der Antikensammlung Andreas Scholl, sein Stellvertreter Martin Maischberger wie auch der stellvertretende Direktor des Vorderasiatischen Museums Lutz Martin sowie Stephan Berry an.
Vorsitzende
- 1997–2002 Jürgen-J. Vollhardt
- 2002–2008 Friedrich-Leopold von Stechow
- 2008–2018 Alexander Wichmann
- seit 2018 Gereon Sievernich

Zum Beginn hatte der Verein auch ein Kuratorium dem unter der Leitung von Norbert Bensel zudem Helmut Kyrieleis, Hermann Parzinger (als damaliger Präsident des DAI), Volker Hassemer, Michael Siebler, Antje Vollmer, Karin von Welck und Richard von Weizsäcker angehörten.